# Trasmiras
Trasmiras ist eine Gemeinde in der Autonomen Gemeinschaft Galicien im Norden Spaniens. Er besteht aus den neun Parroquias Abavides (San Martiño), Chamosiños (Santa Baia), Escornabois (Santa María), Lobaces (Santa María), Trasmiras (San Xoán), Vila de Rei (San Salvador), Vilar de Lebres (San Salvador), Vilaseca (San Román) und Zos (Santa María).

## Geografische Beschreibung
Die Gemeinde Trasmiras liegt im Einflussgebiet von A Limia, im südlichen Mittelgebiet der Provinz Ourense. Dieser Gemeindebezirk grenzt an den Gemeindebezirk Xinzo de Limia im Westen, an Sarreaus und Xinzo de Limia im Norden, an Xinzo de Limia und Cualedro im Süden und an Cualedro auch im Osten. Dieses Gebiet ist sehr uneben und die Durchschnittshöhe liegt bei 740 Metern Höhe, da es zwischen den Ebenen von A Limia und das Gebirge von Cualedro liegt. Die höchsten Punkte befinden sich im südlichen Teil. Unter den Flüssen zeichnen sich der Faramontaos, der das Gemeindegebiet vom Xinzo trennt, und der Fluss Trasmiras aus. Das Klima ist hauptsächlich ozeanisch und wird durch die geringen Niederschläge (rund 700 mm im Jahr), den starken Temperaturenkontrast (sehr kalt im Winter und sehr heiß im Sommer) und die häufigen Fröste gekennzeichnet.

## Geschichte
Die bedeutendsten geschichtlichen Ereignisse, die in dieser Gemeinde stattfanden, standen immer in Verbindung mit der Geschichte des Einflussgebietes von A Limia. Der Volksstamm, der diese Gemeinde ursprünglich besiedelte, war der der Límicos, der später romanisiert wurde. In jener Zeit war das Gebiet, das dem gegenwärtigen Gemeindegebiet Trasmiras entspricht, unter dem Einfluss des ‘Forum Limicorum’. Im Mittelalter gehörte das Parroquia Abavides dem Herrschaftsbereich des Grafen von Lemos an und der Rest des Bezirkes war Besitz des Grafen von Monterrei.

## Bevölkerungsentwicklung der Gemeinde
Quelle:INE-Archiv – grafische Aufarbeitung für Wikipedia

## Gemeindegliederung
Die Gemeinde Trasmiras ist in neun Parroquias gegliedert:
| Parroquias      | Patrozinium  | Einwohner 2024 | Fläche km² | Dichte Einw./km² | Höhe msnm | Ortskennzahl |
| --------------- | ------------ | -------------- | ---------- | ---------------- | --------- | ------------ |
| Abavides        | San Martiño  | 161            | 6,27       | 26               | 648       | 32082010000  |
| Chamosiños      | Santa Baia   | 61             | 4,65       | 13               | 656       | 32082020000  |
| Escornabois     | Santa María  | 223            | 9,05       | 25               | 661       | 32082030000  |
| Lobaces         | Santa María  | 75             | 6,75       | 11               | 630       | 32082040000  |
| Trasmiras       | San Xoán     | 305            | 5,96       | 51               | 657       | 32082050000  |
| Vila de Rei     | San Salvador | 129            | 8,10       | 16               | 0         | 32082060000  |
| Vilar de Lebres | San Salvador | 77             | 6,97       | 11               | 814       | 32082070000  |
| Vilaseca        | San Román    | 146            | 4,73       | 31               | 654       | 32082080000  |
| Zos             | Santa María  | 51             | 4,26       | 12               | 628       | 32082090000  |

## Wirtschaft
| Ackerbau, Viehzucht und Fischerei                                                  | 060 | 017,54 |
| Industrie                                                                          | 033 | 09,65  |
| Bauwirtschaft                                                                      | 039 | 011,40 |
| Dienstleistungsbetriebe                                                            | 210 | 061,40 |
| Total                                                                              | 342 | 100,00 |
| * Daten aus dem Statistischen Amt für Wirtschaftliche Entwicklung in Galicien, IGE |     |        |

## Sehenswürdigkeiten
Die Gemeinde besitzt keine wichtigen geschichtlichen Kunstschätze. Im ländlichen Romanikbaustil befinden sich die Kirche Santa María in Zos und die Kirche San Salvador in Vilar de Lebres. Ein anderes interessantes religiöses Bauwerk ist die Wallfahrtskapelle, die sich auf einem Hügel in der Gemeinde Viladerrei befindet. Auch zu erwähnen sind die Kirche San Xoán in Trasmiras, die Kirche Santa Baia in Chamusiños, die Kirche Santa María in Abavides, und die Kirche Santa María in Escornabois. Aber im Gegensatz mit dem wenigen architektonischen Schätze gibt es in diesem Gemeindebezirk einen großen natürlichen Schatz, der schöne Aussichten besitzt.

## Freizeitaktivitäten
Was die Freizeit betrifft, besitzt die Gemeinde gute Anlagen, damit sich die Besucher und die Einwohner des Bezirkes vergnügen können. Das Freizeitgebiet O Ribeiro hat verschiedene Anlagen: einen Campingplatz von vier Hektar, Schwimmbäder und ein Sportstadion. Aber die größte Attraktion des Bezirkes ist der Segelflugplatz. Dies alles befindet sich in der Gemeinde Vilaseca.
Das andere Freizeitgebiet in der Gemeinde liegt beim Ort A Pobra da Santa, der sich im Parroquia Trasmiras befindet.
Aber wenn man schöne und ausgezeichnete Aussichten sucht, muss man auf den zahlreichen Wegen durch den Gemeindebezirk wandern. So kann man erstaunliche hundertjährige Eichen im Gebiet A Ribeira sehen sowie andere Naturgebiete und landschaftliche Aussichten entdecken, wie die, die man vom Hügel aus sehen kann, auf dem die Wallfahrtskirche von Viladerrei steht.

## Feste und Veranstaltungen
Die wichtigsten Volksfeste des Gemeindebezirkes sind:
- Das Johannisfest am 24. Juni in Trasmiras
- Das Fest zu Ehren der hl. Elizabeth in Viladerrei am 5. Juli
- Die Volksfeste in Abavides am 1. September
- Das Fest zu Ehren der hl. Jungfrau Maria am 8. September in Escornabois
- Das ‘Fest der Auswander’ am dritten Sonntag im August, in Escornabois.